# Monumentul lui Ferdinand I din Chișinău
Monumentul lui Ferdinand I a fost ridicat în Chișinău în 1939 pentru a onora contribuția regelui Ferdinand I la realizarea României Mari. Realizat de sculptorul român Oscar Han, monumentul reprezenta o statuie din bronz a regelui, amplasată pe un soclu de piatră în apropierea Arcului de Triumf și a Catedralei din Chișinău. Ceremonia de inaugurare a avut loc pe 5 februarie 1939, la care au participat oficialitäti române și mulțimi din toate provinciile țării. Din nefericire, în contextul ocupației sovietice din 1940, statuia a fost demontată si transportată la Iași pentru a fi protejată, dar a suferit deteriorări în timpul mutării. Dupa o serie de reparații, monumentul a fost adus înapoi la Chișinău în 1942. Totusi, planurile de reinstalare au fost abandonate, iar în locul säu a fost amplasatã o statuie a lui Ștefan cel Mare. După al Doilea Război Mondial, statuia originală a lui Ferdinand I a fost distrusă de autoritățile comuniste, alături de alte monumente considerate nepotrivite cu noua ideologie politică.

## Istorie
Pentru cinstirea actului Unirii s-au constituit două comitete de initiativã. Un comitet sub auspiciile Asociatiei Ofiterilor Basarabeni in rezervă, condus de către Gherman Pântea, a opinat sã realizeze un monument dedicat regelui Ferdinand I. Cel de-al doilea comitet de initiativă, sub conducerea lui Pan Halippa, a optat pentru realizarea unui monument al Unirii, reusind sã stringã in acest scop suma de 2.300.000 lei. Au fost propuneri de fuzionare a celor două comitete pentru a se realiza un măret monument. Comitetul nr. 2 a rugat în acest sens pe raportor sã intervinã pe lingă Comitetul nr. 1 pentru fuzionare. Refuzul acestora a determinat mai sus-amintitul episod al cedării sumelor strînse pentru finalizarea lucrărilor la Palatul Culturii. Pentru a-si finaliza actiunea, comitetul de initiativă pentru ridicarea monumentului regelui Ferdinand I a intervenit la Casa Palatului, obtinind aprobarea pentru ridicarca monumentului, acordată de către regele Carol al II-lea, dupã vizionarea machetei realizate de sculptorul Oscar Han si primirea explicatiilor suplimentare. În cadrul sedintei din 22 februarie 1938, Primãria municipiului Chisinãu a aprobat, la cererea Comitetului, instalarea monumentului in fata Palatului Mitropolitan. La 19 iunie 1938, Comitetul pentru ridicarea monumentului regelui Ferdinand I din Chisinäu aducea la cunostintă cã, până la acea dată, pentru ridicarea statuii s-au donat urmätoarele sume de bani:
1. Elevii si corpul didactic din Basarabia - 280.616 lei;
2. Armatã 263.024 lei;
3. Camera Deputatilor 242.200 lei;
4. Primãria Municipiului Chisinău - 150.000 lei;

Atunci când Basarabia a fost cedată bolsevicilor, monumentul regelui Ferdinand I a fost evacuat dincolo de Prut. La 11.10.1940, căpitanul Simionescu de la Marele Stat Major anuntă Directia Artelor despre faptul cã ,au fost evacuate până acum urmätoarele monumente din Basarabia: Monumentul Regelui Ferdinand din Chisinău, repartizat orasului lasi; are stricăciuni foarte însemnate, capul turtit si picioarele rău deteriorate; este dat spre reparare Liceului Industrial din lasi; reparatiile se ridică la 250000 lei. La 10 ianuarie 1942, Primăria municipiului lasi, prin scrisoarea nr. 476, aduce la cunostintă Liceului Industrial că i-a fost încredintată reparatia statuii Regelui Ferdinand I si solicită devizul lucrării22. La scurt timp după aceasta, administratia liceului a trimis două devize, unul pentru reparatii locale si altul pentru reparatii radicale. Este foarte greu de stabilit ce s-a intâmplat cu acest monument, din lipsã de informatii. In aceste conditii putem deduce că monumentul s-a aflat in depozitele (atelierele) Liceului până la finele anului 1942 si, posibil, începutul anului 1943. Printre bunurile evacuate nu se regăseste statuia Regelui Ferdinand I, ceea ce ne face sã credem cã a rămas în incinta Liceului. Un an mai târziu acesta avea sã fie tras la răspundere in fata legii. Cel mai probabil, această statuie a fost topitã, la fel ca celelalte busturi si statui ale regelui Ferdinand I din România, in urma accederii la putere a Partidului Comunist. La 12 octombrie 2015, discutând cu mecenatul Mircea Cosma, am aflat că există dorinta de a se restabili acest monument în cadrul proiectului „România 100", ce se va finaliza cu inaugurarea statuii Regelui Ferdinand în anul 2019. La sugestia lui M. Cosma, în ziua de 14 octombrie 2015 am discutat această initiativă cu directorul Institutului Cultural Român din Chisinău, care a fost de acord cu ideea constituirii unui comitet de initiativă, ce îsi va asuma această sarcină. În ziarul "Basarabia" din 27 Februarie 1942 scria că monumentele Regelui Ferdinand I si al Domnitorului Stefan cel Mare au fost readuse la Chisinãu, unde urmau sã fie reinstalate la vechile locuri, însã în vara aceluiasi an pe soclul Regelui Ferdinand I a fost instalat Stefan cel Mare. Aici se intrerupe istoria scurtã a statuii Regelui din Chisinău.